# Данти, Игнатий
Игнатий (Иньяцио) Данти (итал. Ignazio Danti; апрель 1536, Перуджа — 19 октября 1586, Алатри) — итальянский священник, епископ-доминиканец, математик, астроном, картограф и космограф.

## Биография

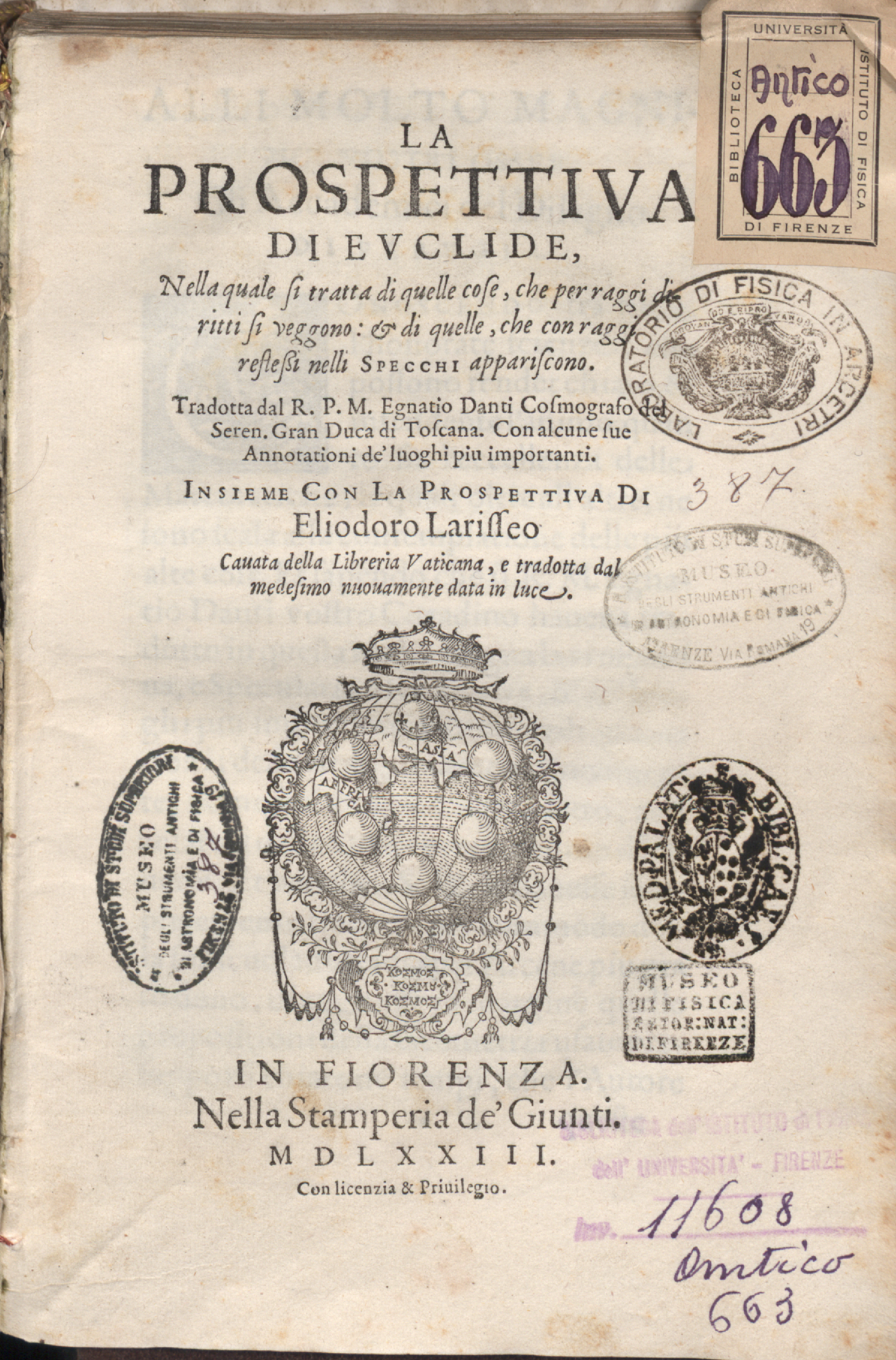
Optica Евклида в переводе И. Данти

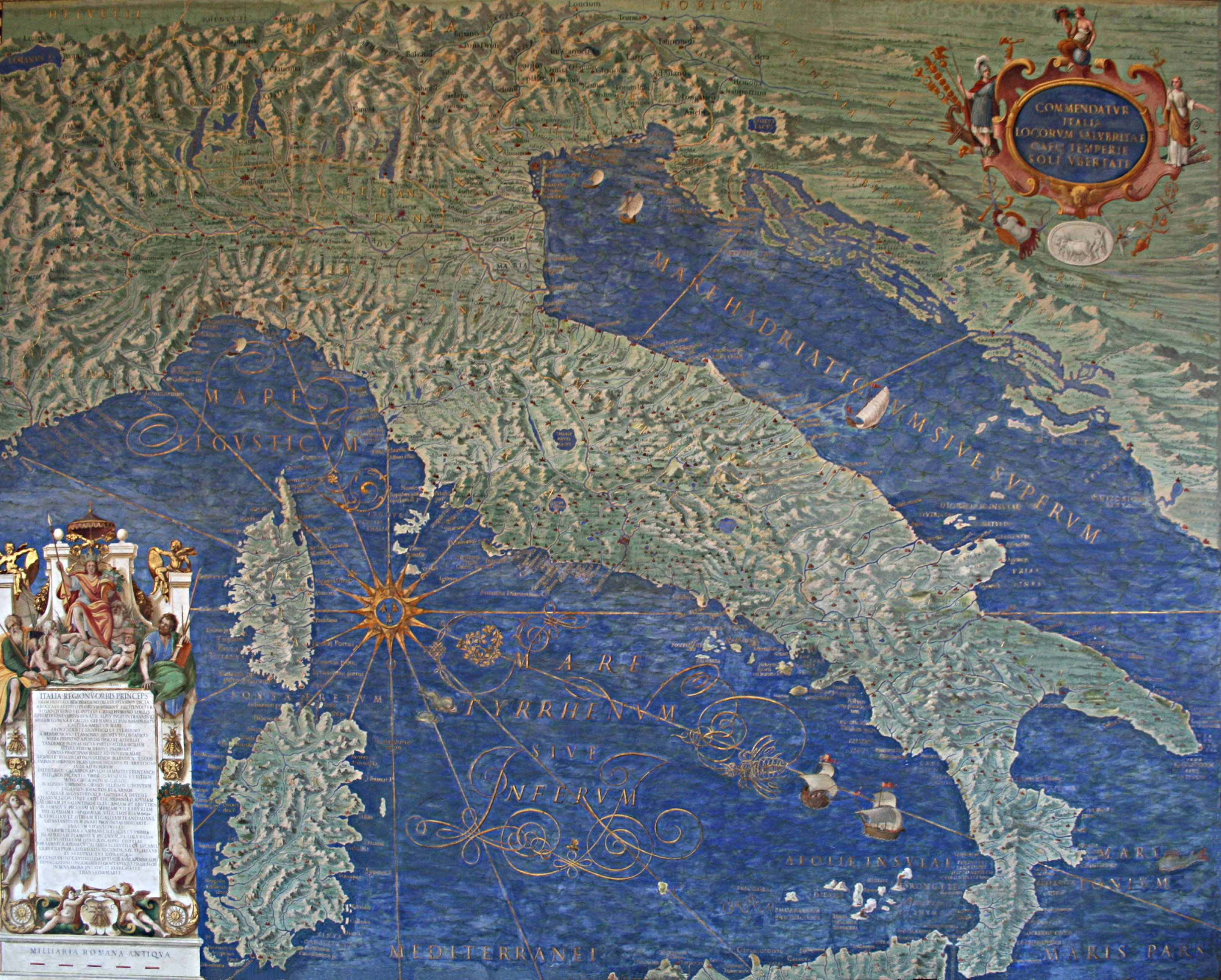
Италия, Корсика и Сардиния на карте И. Данти

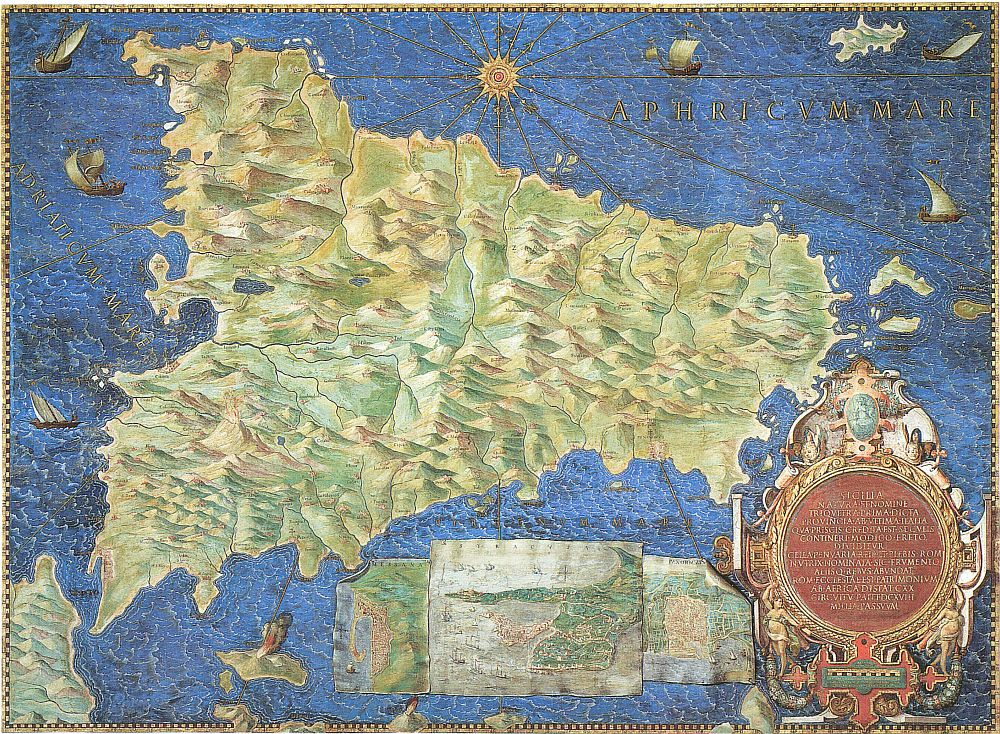
Остров Сицилия на карте И. Данти

Родился в богатой семье из Перуджи. Сын архитектора, учившегося у Антонио да Сангалло (старшего). Вероятно, обучался в университете Перуджи. В марте 1555 вступил в доминиканский орден, при пострижении сменил имя с Пеллегрино на Игнатий (Игнацио). Некоторое время после вступления в орден изучал философию и теологию, чтобы проповедовать, но вскоре ревностно посвятил себя математике, астрономии и географии.
В 1562 году отправился во Флоренцию. Там преподавал математику и естественные науки.
В сентябре 1563 года был приглашён герцогом Тосканским Козимо I принять участие в проекте по научной картографии. В ближайшие несколько лет он создал более 30 географических карт. В 1574 году Данти обнаружил 11-дневную разницу между юлианским календарем и астрономическим годом.
После смерти герцога Козимо I Данти был вынужден покинуть Флоренцию и в 1575 году стал профессором математики в Болонском университете, а впоследствии, в 1583 — епископом в Алатри. В Болонье в базилике Сан-Петронио им был сооружён гномон.
По приглашению папы Григория XIII с 1580 г. участвовал в изменении григорианского календаря и составлении географических карт древнего и нового мира. Опубликовал перевод части Евклида с аннотациями.
В одном из своих сочинений («Trattato del’uso e della fabbrica dell’astrolabo con la giunta del planifero del Raja», 1569) говорит об уменьшении наклонности эклиптики. Во Флоренции и в Болонье определил направление меридиана. Автор труда «Le Scienze matematiche ridotte in tavole» и др.